# Parlament Itálie
Italský parlament (italsky: Parlamento italiano) je dvoukomorový parlament Italské republiky. Je tvořen dolní komorou zvanou Poslanecká sněmovna (Camera dei deputati) a horní komorou, Senátem republiky (Senato della Repubblica). Sněmovna má 400 volených členů, Senát 200 volených členů a 5 jmenovaných (tzv. doživotní senátoři, senatori a vita). Celkem tak má italský parlament 605 členů. Tento počet poslanců a senátorů byl stanoven ústavním dodatkem z roku 2022 (v letech 1963 až 2022 měla Poslanecká sněmovna 630 členů, Senát 315 volených členů, před rokem 1963 byl počet členů proměnlivý v závislosti na počtu obyvatel). Své kořeny Italský parlament hledá v roce 1848, kdy vznikl parlament Sardinského království, již tehdy dvoukomorový. Obě komory jsou na sobě nezávislé. Scházejí se společně pouze k událostem, které přesně definuje ústava (volba prezidenta, odvolávání prezidenta, přísaha prezidenta, volba členů Nejvyšší rady soudnictví a Ústavního soudu). Společná zasedání se konají v sídle sněmovny, v Palazzo Montecitorio v Římě (Senát sídlí v Palazzo Madama v Římě). Podle ústavy mají obě komory stejné pravomoci, na rozdíl od většiny parlamentních systémů. Tato tradice rovnosti obou komor existuje již od roku 1848. Mírně to komplikuje zákonodárný proces, neboť obě komory musí zákon schválit ve stejném znění a zároveň mají obě možnost zákon pozměňovat, což může občas vést k "ping pongu" návrhů mezi komorami. Pokud jedna komora zákon zamítne, nemůže již projít, nevrací se k opětovnému projednání do druhé. Taktéž nová vláda musí získat důvěru obou komor, pouze s důvěrou sněmovny si nevystačí. Na druhou stranu, také nedůvěra musí být vyjádřena oběma komorami, což pozici premiéra posiluje. Při ceremoniích má přednost ten předseda komory, který je starší. Při společných zasedáních řídí parlament předseda sněmovny. Doživotními senátory se stávají bývalí prezidenti (pokud se této pocty nezřeknou), anebo významné osobnosti jmenované prezidentem. Poslanci musí být starší 25 let, zvolení senátoři musí být starší čtyřiceti let. Jmenovaný doživotní senátor může být teoreticky i mladší, bývalý prezident nikoli, neboť podmínkou zvolení prezidentem je věk přes 50 let.